# Ugoda cudnowska
Ugoda cudnowska (znana również jako traktat słobodyszczewski) została zawarta w trakcie bitwy pod Cudnowem, 17 października 1660 roku między Rzecząpospolitą a Kozakami.
W rokowaniach brali udział Piotr Doroszenko, pułkownicy kozaccy Michał Chanenko i Iwan Bohun, a w wyniku jej zawarcia przywrócono postanowienia unii hadziackiej z 1658 roku, z wyjątkiem postanowień dotyczących ustanowienia Księstwa Ruskiego jako trzeciego członu Rzeczypospolitej Obojga Narodów.
Wojsko Zaporoskie z hetmanem Jerzym Chmielnickim odstąpiło od cara moskiewskiego i zobowiązało się do wierności królowi polskiemu. Kozakom zabroniono szukania obcej protekcji i polecono rozpocząć wspólne działania zbrojne przeciwko Rosji. Ostatecznie zgodzono się również zaprzysiąc unię hadziacką z wyjątkiem tych punktów, które dotyczyły Księstwa Ruskiego. Problem ten pozostawiono do decyzji króla Jana II Kazimierza.
Ugoda pominęła kwestie wyznaniowe zawarte w poprzedniej ugodzie oraz przekreślała drugą ugodę perejasławską. Do jej postanowień należy także zaliczyć ponowne prawne przyłączenie ziem Lewobrzeża do Rzeczypospolitej.
Sejm  zatwierdził ugodę w 1661 r.

## Literatura
- Natalia Jakowenko, Historia Ukrainy od czasów najdawniejszych do końca XVIII wieku, Lublin 2000.